# Gödringen
Gödringen es un pueblo que forma parte de la ciudad de Sarstedt en Baja Sajonia. Se encuentra al lado de la carretera L 410 al este del centro de Sarstedt.

## Historia
La primera mención de Gödringen pasó en 1103. Entonces el pueblo se llamaba Guderinga. Después el nombre del sitio se cambió de Guderinge, en Göderinge, y al final en Gödringen.
El pueblo se volvía famoso por sus arenales. Un intento de explotar la potasa fracasó alrededor de 1900 y no fue intentado otra vez.
Después de una reforma de la administración territorial en Baja Sajonia el 1 de marzo de 1974, Gödringen se convirtió en una parte administrativa de la ciudad de Sarstedt juntos con otros pueblos cercanos cómo Heisede, Giften, Hotteln, Ruthe, y Schliekum.

## Política
El alcalde local es Heidi Weise del FDP.

## Tráfico
Gödringen está conectado al Bundesstraße 6 que se encuentra entre Hildesheim y Hannover, y al mismo tiempo a la ciudad de Sarstedt vía la calle L 410.

## Cultura y lugares de interés

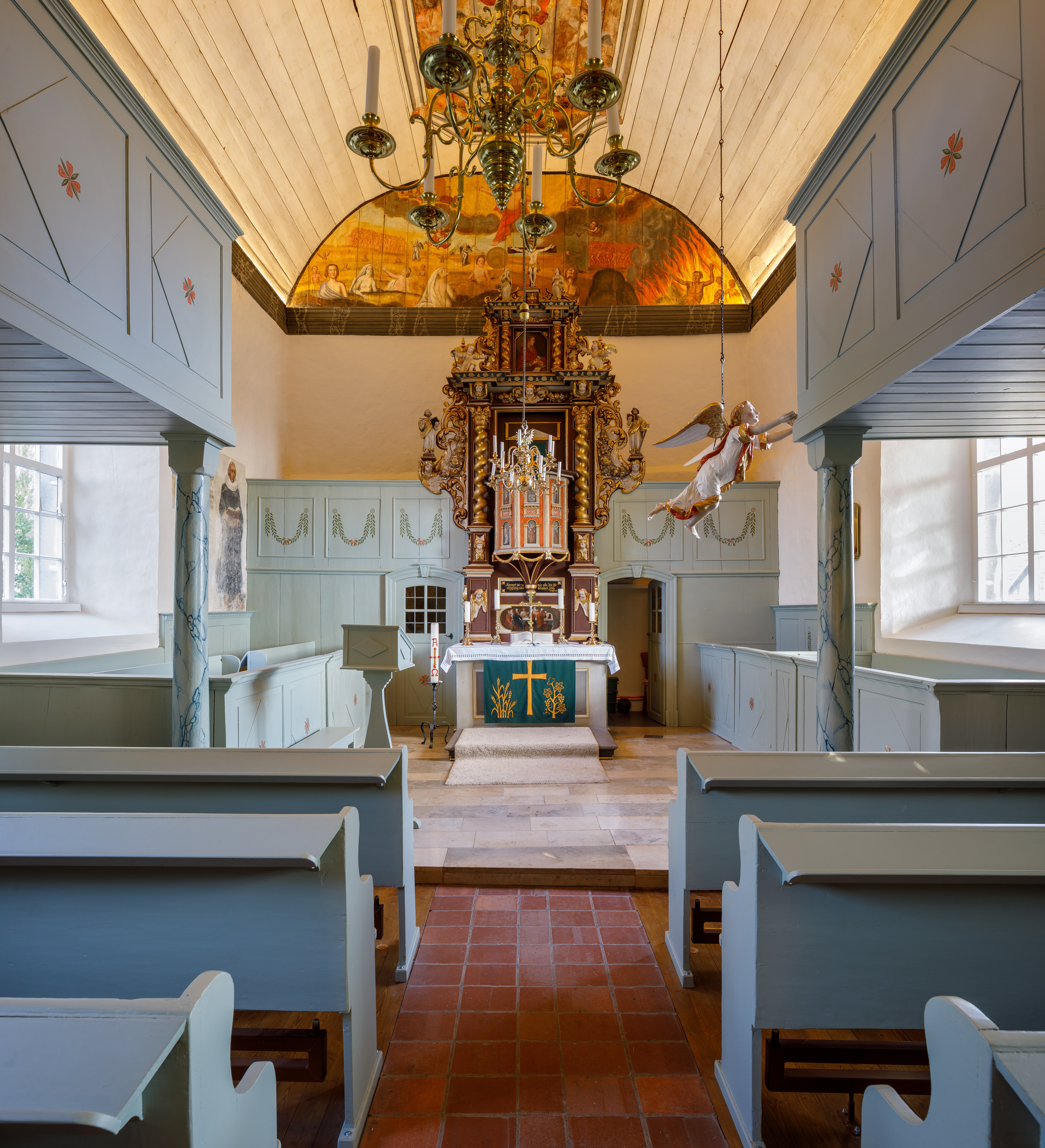
San Nicolai en Gödringen

El pueblo posee un Kindergarten, su propio grupo de bomberos voluntarios, y un llamado "Arbeiterwohlfahrt".
En un cerro que era un lugar santo en tiempos precristianos, se construyó la iglesia de San Nicolai.

## Personas importantes
El mártir y pastor evangélico Johannes Bissendorf trabajaba en Gödringen entre 1621 hasta 1627/29.